# Oakdale (Minnesota)
Pour les articles homonymes, voir Oakdale.
Oakdale est une ville des États-Unis dans l'État du Minnesota ; elle est située à l'est de Saint Paul, dans le comté de Washington. Elle était peuplée de 27 378 habitants lors du recensement de 2010.

## Source de la traduction
- (en) Cet article est partiellement ou en totalité issu de l’article de Wikipédia en anglais intitulé « Oakdale, Minnesota » (voir la liste des auteurs).